# Mistrovství Evropy ve vzpírání 2013
92. mužské a 26. ženské mistrovství Evropy ve vzpírání se konalo od 5. do 14. dubna 2013 v albánské Tiraně. Soutěže probíhaly ve volejbalové hale Asllan Rusi disponující kapacitou 3 000 diváků. Šampionát byl původně přidělen španělské Valencii a následně bulharské Varně, ale oba organizační výbory se nakonec pořadatelství zřekly. Záštitu nad pořádáním akce převzal albánský prezident Bujar Nishani.
Nejlepší výkony mistrovství zaznamenali ruští vzpěrači Apti Auchadov (464,08 Sincl. b.) a Naděžda Jevsťuchina (338,28 Sincl. b.). Rusko se též stalo nejúspěšnější výpravou za všech: získalo nejvíce titulů ve dvojboji i nejvíce cenných kovů celkem.
Česká republika vybojovala na kontinentálním mistrovství zásluhou Jiřího Orsága 2 medaile. V kategorii nad 105 kilogramů si díky výkonům 237 kg v nadhozu a 422 kg ve dvojboji odvezl dva bronzy. Českou republiku dále reprezentoval Petr Petrov, který v kategorii do 69 kilogramů s výkonem 283 kg ve dvojboji obsadil konečné 11. místo.

## Přehled medailistů

### Muži
|            | Zlato             | Zlato  | Stříbro               | Stříbro | Bronz                  | Bronz  |
| Do 56 kg   |                   |        |                       |         |                        |        |
| Trh        | Asen Muradov      | 118 kg | Oleg Sîrghi           | 116 kg  | Tom Goegebuer          | 113 kg |
| Nadhoz     | Oleg Sîrghi       | 145 kg | Asen Muradov          | 140 kg  | Mirco Scarantino       | 136 kg |
| Dvojboj    | Oleg Sîrghi       | 261 kg | Asen Muradov          | 258 kg  | Tom Goegebuer          | 248 kg |
| Do 62 kg   |                   |        |                       |         |                        |        |
| Trh        | Valentin Xristov  | 137 kg | Florin Ionuț Croitoru | 135 kg  | Igor Bour              | 134 kg |
| Nadhoz     | Valentin Xristov  | 175 kg | Igor Bour             | 170 kg  | Zülfüqar Süleymanov    | 160 kg |
| Dvojboj    | Valentin Xristov  | 312 kg | Igor Bour             | 304 kg  | Zülfüqar Süleymanov    | 290 kg |
| Do 69 kg   |                   |        |                       |         |                        |        |
| Trh        | Oleg Čen          | 155 kg | Sərdar Həsənov        | 150 kg  | Daniel Godelli         | 145 kg |
| Nadhoz     | Daniel Godelli    | 180 kg | Oleg Čen              | 176 kg  | Sərdar Həsənov         | 176 kg |
| Dvojboj    | Oleg Čen          | 331 kg | Sərdar Həsənov        | 326 kg  | Daniel Godelli         | 325 kg |
| Do 77 kg   |                   |        |                       |         |                        |        |
| Trh        | Dmitrij Chomjakov | 161 kg | Andranik Karapetjan   | 160 kg  | Alexandru Şpac         | 157 kg |
| Nadhoz     | Dmitrij Chomjakov | 190 kg | Alexandru Şpac        | 189 kg  | Paul Cătălin Stoichiţă | 186 kg |
| Dvojboj    | Dmitrij Chomjakov | 351 kg | Alexandru Şpac        | 346 kg  | Andranik Karapetjan    | 346 kg |
| Do 85 kg   |                   |        |                       |         |                        |        |
| Trh        | Apti Auchadov     | 173 kg | Ivan Markov           | 170 kg  | Gabriel Sîncrăian      | 166 kg |
| Nadhoz     | Apti Auchadov     | 215 kg | Ivan Markov           | 205 kg  | Raul Cirekidze         | 205 kg |
| Dvojboj    | Apti Auchadov     | 388 kg | Ivan Markov           | 375 kg  | Raul Cirekidze         | 370 kg |
| Do 94 kg   |                   |        |                       |         |                        |        |
| Trh        | İntiqam Zairov    | 180 kg | Rinat Kirejev         | 173 kg  | Žygimantas Stanulis    | 172 kg |
| Nadhoz     | İntiqam Zairov    | 216 kg | Rinat Kirejev         | 216 kg  | Aljaksandr Makaranka   | 200 kg |
| Dvojboj    | İntiqam Zairov    | 396 kg | Rinat Kirejev         | 389 kg  | Žygimantas Stanulis    | 372 kg |
| Do 105 kg  |                   |        |                       |         |                        |        |
| Trh        | Maxim Šejko       | 184 kg | Davit Gogia           | 183 kg  | David Bedžanjan        | 181 kg |
| Nadhoz     | David Bedžanjan   | 230 kg | Artūrs Plēsnieks      | 222 kg  | Maxim Šejko            | 220 kg |
| Dvojboj    | David Bedžanjan   | 411 kg | Maxim Šejko           | 404 kg  | Davit Gogia            | 401 kg |
| Nad 105 kg |                   |        |                       |         |                        |        |
| Trh        | Artem Udačyn      | 200 kg | Ruslan Albegov        | 195 kg  | Irakli Turmanidze      | 192 kg |
| Nadhoz     | Ruslan Albegov    | 247 kg | Artem Udačyn          | 242 kg  | Jiří Orság             | 237 kg |
| Dvojboj    | Ruslan Albegov    | 442 kg | Artem Udačyn          | 442 kg  | Jiří Orság             | 422 kg |

### Ženy
|           | Zlato                | Zlato  | Stříbro                 | Stříbro | Bronz                   | Bronz  |
| Do 48 kg  |                      |        |                         |         |                         |        |
| Trh       | Genny Pagliaro       | 82 kg  | Silviya Angelova        | 80 kg   | Jana Ďačenko            | 75 kg  |
| Nadhoz    | Silviya Angelova     | 99 kg  | Genny Pagliaro          | 99 kg   | Anaïs Michel            | 92 kg  |
| Dvojboj   | Genny Pagliaro       | 181 kg | Silviya Angelova        | 179 kg  | Jana Ďačenko            | 164 kg |
| Do 53 kg  |                      |        |                         |         |                         |        |
| Trh       | Julija Paratova      | 90 kg  | Svetlana Čeremšanova    | 82 kg   | Manon Lorentz           | 81 kg  |
| Nadhoz    | Svetlana Čeremšanova | 106 kg | Ayşegül Çoban           | 105 kg  | Maja Ivanova            | 105 kg |
| Dvojboj   | Julija Paratova      | 194 kg | Svetlana Čeremšanova    | 188 kg  | Maja Ivanova            | 186 kg |
| Do 58 kg  |                      |        |                         |         |                         |        |
| Trh       | Alena Čyčkan         | 95 kg  | Romela Begaj            | 95 kg   | Elena Loredana Toma     | 93 kg  |
| Nadhoz    | Alena Čyčkan         | 118 kg | Elena Loredana Toma     | 117 kg  | Romela Begaj            | 112 kg |
| Dvojboj   | Alena Čyčkan         | 213 kg | Elena Loredana Toma     | 210 kg  | Romela Begaj            | 207 kg |
| Do 63 kg  |                      |        |                         |         |                         |        |
| Trh       | Marina Šajnova       | 105 kg | Milka Maneva            | 96 kg   | Irina Lăcrămioara Lepşa | 90 kg  |
| Nadhoz    | Marina Šajnova       | 130 kg | Irina Lăcrămioara Lepşa | 122 kg  | Milka Maneva            | 121 kg |
| Dvojboj   | Marina Šajnova       | 235 kg | Milka Maneva            | 217 kg  | Irina Lăcrămioara Lepşa | 212 kg |
| Do 69 kg  |                      |        |                         |         |                         |        |
| Trh       | Dzina Sazanavec      | 112 kg | Oxana Slivenko          | 112 kg  | Nadija Mironjuk         | 105 kg |
| Nadhoz    | Oxana Slivenko       | 145 kg | Dzina Sazanavec         | 140 kg  | Taťjana Matvejeva       | 127 kg |
| Dvojboj   | Oxana Slivenko       | 257 kg | Dzina Sazanavec         | 252 kg  | Nadija Mironjuk         | 230 kg |
| Do 75 kg  |                      |        |                         |         |                         |        |
| Trh       | Naděžda Jevsťuchina  | 123 kg | Lidia Valentínová       | 120 kg  | Anastasija Romanova     | 110 kg |
| Nadhoz    | Naděžda Jevsťuchina  | 155 kg | Anastasija Romanova     | 135 kg  | Lidia Valentínová       | 135 kg |
| Dvojboj   | Naděžda Jevsťuchina  | 278 kg | Lidia Valentínová       | 255 kg  | Anastasija Romanova     | 245 kg |
| Nad 75 kg |                      |        |                         |         |                         |        |
| Trh       | Hanna Kozenko        | 101 kg | Sabina Bagińska         | 101 kg  | Krisztina Magát         | 96 kg  |
| Nadhoz    | Sabina Bagińska      | 128 kg | Hanna Kozenko           | 127 kg  | Krisztina Magát         | 124 kg |
| Dvojboj   | Sabina Bagińska      | 229 kg | Hanna Kozenko           | 228 kg  | Krisztina Magát         | 220 kg |

## Nově stanovené rekordy
| Kategorie     | Rekord                                | Nový držitel     | Hodnota |
| ------------- | ------------------------------------- | ---------------- | ------- |
| Muži do 62 kg | Evropský juniorský rekord v nadhozu   | Valentin Xristov | 175 kg  |
| Muži do 62 kg | Evropský juniorský rekord ve dvojboji | Valentin Xristov | 312 kg  |

## Medaile podle zúčastněných zemí
Pozn.: Pouze „velké“ dvojbojové medaile.
| Pořadí | Stát        | Zlato | Stříbro | Bronz |
| ------ | ----------- | ----- | ------- | ----- |
| 1.     | Rusko       | 8     | 3       | 1     |
| 2.     | Ázerbájdžán | 2     | 2       | 1     |
| 3.     | Ukrajina    | 1     | 2       | 2     |
| 4.     | Moldavsko   | 1     | 2       | -     |
| 5.     | Bělorusko   | 1     | 1       | -     |
| T6     | Itálie      | 1     | -       | -     |
| T6     | Polsko      | 1     | -       | -     |
| 8.     | Bulharsko   | -     | 3       | 1     |
| 9.     | Rumunsko    | -     | 1       | 1     |
| 10.    | Španělsko   | -     | 1       | -     |
| T11    | Albánie     | -     | -       | 2     |
| T11    | Gruzie      | -     | -       | 2     |
| T13    | Arménie     | -     | -       | 1     |
| T13    | Belgie      | -     | -       | 1     |
| T13    | Česko       | -     | -       | 1     |
| T13    | Litva       | -     | -       | 1     |
| T13    | Maďarsko    | -     | -       | 1     |